# Джон Тъкър трябва да умре
„Джон Тъкър трябва да умре“ (на английски: John Tucker Must Die) е американска тийнейджърска романтична комедия от 2006 г. на режисьора Бети Томас. Във филма участват Джеси Меткалф, Британи Сноу, Ашанти, София Буш, Ариел Кебъл и Джени Маккарти. Сюжетът се върти около три момичета, опитващи се да разбият сърцето на баскетболиста Джон Тъкър. Премиерата на филма в Съединените щати е на 28 юли 2006 г. от „Туентиът Сенчъри Фокс“. Приходите му се равняват на 68 млн. долара в световен мащаб.